# 安里祐加
安里 祐加（あさと ゆうか、1979年7月15日 - ）は、日本のAV女優。

## 略歴
1999年に『快楽姫』でAVデビュー。前職はOLで、スカウトされての業界入りだったが、女優よりは裏方（メイクやスタイリスト）が希望だった。

## 作品

### アダルトビデオ
- 快楽姫（1999年7月31日 VHS 、宇宙企画（メディアステーション））
- 乙女ざかり 7 （1999年8月24日 VHS 、マックス・エー / Calen）
- 激愛（1999年9月19日 VHS 、宇宙企画）
- 恥辱のアクメ（1999年10月10日 VHS 、宇宙企画）
- プレイタイム Play time（1999年11月15日 VHS 、マックス・エー / Calen）
- 乙女ざかり（1999年11月19日 Video-CD 、マックス・エー / Calen）
- 一枚越しのファンタジー（1999年12月17日 VHS 、マックス・エー / Calen）
- 快楽姫（1999年12月25日 DVD 、宇宙企画）
- 宇宙企画DX120分スペシャル3（2000年1月29日 DVD 、宇宙企画）
- 安里祐加 SUPER-BEST（2000年3月19日 Video-CD 、宇宙企画）
- お●●ぽ大好き祐加ちゃん（2000年4月25日 VHS 、アトラス21 / ATLAS）
- 新人メイド 危ない密室（2000年5月19日 VHS 、アリスJAPAN（ジャパンホームビデオ） / EROTICA）
- NEO出血大制服 59（2000年6月15日 VHS 、アリスJAPAN / EROTICA）
- ときめき制服コレクション（2000年6月16日 DVD 、トライハート / OFF SIDE）
- MORE MAX III 〜織姫たちのビックなプレゼント〜（2000年7月7日 VHS 、マックス・エー / サマンサ）
- 女尻（2000年7月21日 VHS 、アリスJAPAN）
- 猥褻MAX（2000年8月13日 VHS 、宇宙企画）
- No.1（2000年9月25日 VHS 、KUKI / ViNL）
- NEO出血大制服（2000年10月20日 DVD 、アトラス21 / ATLAS）
- プリティワイフ2001 愛しのラブラブ幼妻（2000年12月8日 DVD 、トライハート / OFF SIDE）
- 女尻 CLIMAX 5th（2001年1月16日 VHS 、アリスJAPAN）
- NEO出血大制服完全版 3（2001年3月13日 VHS 、アトラス21 / ATLAS）
- ときめき制服コレクション FINAL 永遠のコスプレアイドルたち（2001年3月23日 DVD 、トライハート / OFF SIDE）
- 極［女優編］（2001年4月8日 VHS / 2001年7月28日 DVD 、宇宙企画）
- NEO出血大制服完全版 VOL.3（2001年5月18日 DVD 、アトラス21 / ATLAS）
- プリティワイフ Re-mix（2001年5月31日 VHS 、トライハート / SexiA）
- ドリーム学園 （2001年7月1日、MOODYZ）…共演:清水かおり、冴嶋みどり、うさみ恭香、望月セイレ、藤丸らん、清水奈々江、青木麻衣、田代幸恵
- 制服ラヴァーズ BEST SPECIAL（2001年8月24日 VHS 、トライハート / SexiA）
- XXX 猥褻コレクション（2001年10月31日 VHS 、トライハート / OFF SIDE）
- 女尻クライマックス 4（2001年11月2日 DVD 、アリスJAPAN）
- MAX-A Anniversary II（2001年11月22日 DVD 、マックス・エー / Calen）
- [女医◆祐加] 陵辱病棟（2001年12月7日、SODクリエイト）
- OFFSIDE The Best Selection（2001年12月21日 DVD 、トライハート / OFF SIDE）
- 安里祐加のオナニーのお手伝いしてあげる（2002年1月10日、SODクリエイト）
- 宇宙少女DX2［FRESH ANGEL］（2002年1月12日 DVD 、宇宙企画）
- 濃縮! 生しゃぶコレクション（2002年1月24日 VHS 、トライハート / DRUG PINK EX）
- 危ない密室スペシャル（2002年10月29日 DVD 、アリスJAPAN）
- 宇宙企画Memorial 安里祐加（2003年10月24日 DVD 、宇宙企画）
- 宇宙企画COMBO! 4時間 もち肌っ娘編（2006年1月27日 DVD 、宇宙企画）

## 書籍

### 写真集
- しゃぼん。 1st写真集（1999年8月30日、英知出版、撮影：若杉ケンジ） ISBN 978-4754212377
- LOOMIN' ルーミン（2000年8月10日、心交社、撮影：坂巻良亮） ISBN 978-4883025022
- 祐加（2000年1月、絵美寿）
- PARADISE ANGEL'S（2001年8月、GOT、撮影：倉繁利） - 安里祐加 / 森野いずみ ISBN 978-4883834617